# 本多忠方
本多 忠方（ほんだ ただみち）は、江戸時代中期の大名。播磨国山崎藩の第2代藩主。政信系本多家3代。初代藩主・本多忠英の次男。

## 生涯
兄の忠良が宗家の越後村上藩を継いだため、享保3年（1718年）に父が死ぬと家督を継ぐこととなった。先祖の忠勝にあやかりたいという気持ちがあったらしく、藩政においては窮民を助けるなど力量を見せたが、享保の大飢饉がとどめとなって藩政は荒廃した。それでも忠方は藩政の再建を目指したが、そのような最中の享保16年（1731年）5月16日に24歳で死去した。子がなく、跡を弟の忠辰が継いだ。

## 系譜
- 父：本多忠英（1647-1718）
- 母：小池三平の娘
- 正室：増山正任の娘
- 養子
  - 男子：本多忠辰（1711-1750） - 本多忠英の三男